# Chełmno
Pour les articles homonymes, voir Chełmno (homonymie).
« Culm » redirige ici. Pour le faciès géologique, voir Culm (géologie).
Chełmno (en allemand : Kulm ou Culm) est une ville de la voïvodie de Couïavie-Poméranie en Pologne. C'est le chef-lieu du powiat de Chełmno et aussi la capitale de la région historique appelée pays de Chełmno (en polonais : Ziemia Chełmińska, allemand : Kulmerland).

## Situation géographique
La ville se trouve dans le nord de la Pologne. Elle est située dans la vallée de la Vistule, sur la route reliant Łódź à Gdańsk, à 50 km environ de Bydgoszcz et de Toruń.

## Histoire
Le peuplement de la région remonte au VIIe siècle. À l'origine colonisée par des tribus prussiennes, elle était exposée des conquêtes des premiers souverains polonais à la fin du Xe siècle. La première mention écrite du lieu de Chełmno date de 1065, dans un document attribué au roi Boleslas II de Pologne, qui rapporte l'existence d'une maison forte à cet endroit.

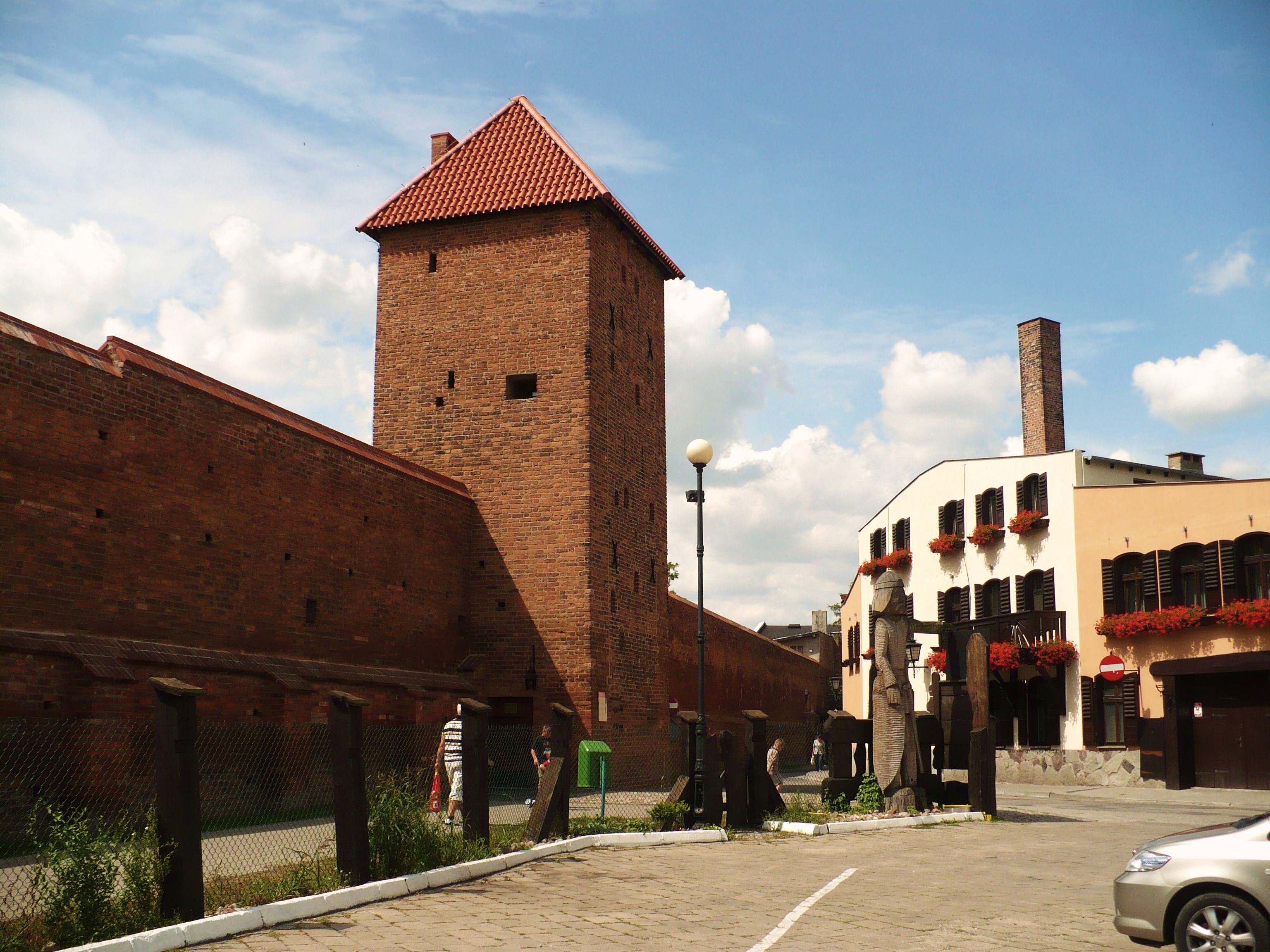
L'enceinte médiévale.

À partir de 1209, le duc polonais Conrad Ier de Mazovie et le moine Christian de Oliva ont lancé une croisade contre les Prussiens, qui toutefois, ont répliqué en occupant le pays de Chełmno. En 1226, le duc Conrad Ier invite les Chevaliers teutoniques dans la région. Ces derniers prennent le contrôle de la bourgade en 1232., appelée Culm en allemand (du latin Culmen, « sommet »). C'est leur deuxième fondation, après Toruń (Thorn). Culm leur sert de siège jusqu’en 1250 et en 1232, ils y construisent un château. Hermann von Salza, grand-maître de l'Ordre Teutonique, signe le 28 décembre 1233 la charte du droit de Culm, privilèges urbains qui servent de modèle aux villes de leur État monastique, puis à toute la Prusse et aussi à environ deux-cents villes dans le duché de Mazovie au sud.
Le diocèse de Chełmno a été créé en 1243 par le légat pontifical Guillaume de Modène dans l'état monastique des chevaliers teutoniques, avec les trois autres évêchés, l'évêché de Warmie, l'évêché de Sambie (ou Samland) (en Sambie) et l'évêché de Pomésanie. Initialement, Chełmno était suffragant de l'archidiocèse de Riga et avait son siège épiscopal à Chełmża (Culmsee).
La ville fait partie de la route de la Ligue hanséatique, ce qui contribue à son développement avant qu’elle ne soit supplantée par Toruń. En 1387 le Grand Maître Konrad Zöllner von Rotenstein fonde l'université de Culm, la première de l'État teutonique fraîchement établit qui, toutefois, n'a pas été maintenue. En 1440 Chełmno est devenue membre de la Ligue de Prusse contestant l'autorité des chevaliers teutoniques. La région faisait partie de l’État teutonique jusqu’à l'éclatement de la guerre de Treize Ans en 1453. Après le traité de Thorn en 1466, Chełmno intègre la Prusse royale, un fief du royaume de Pologne, et devient la capitale d’une voïvodie.

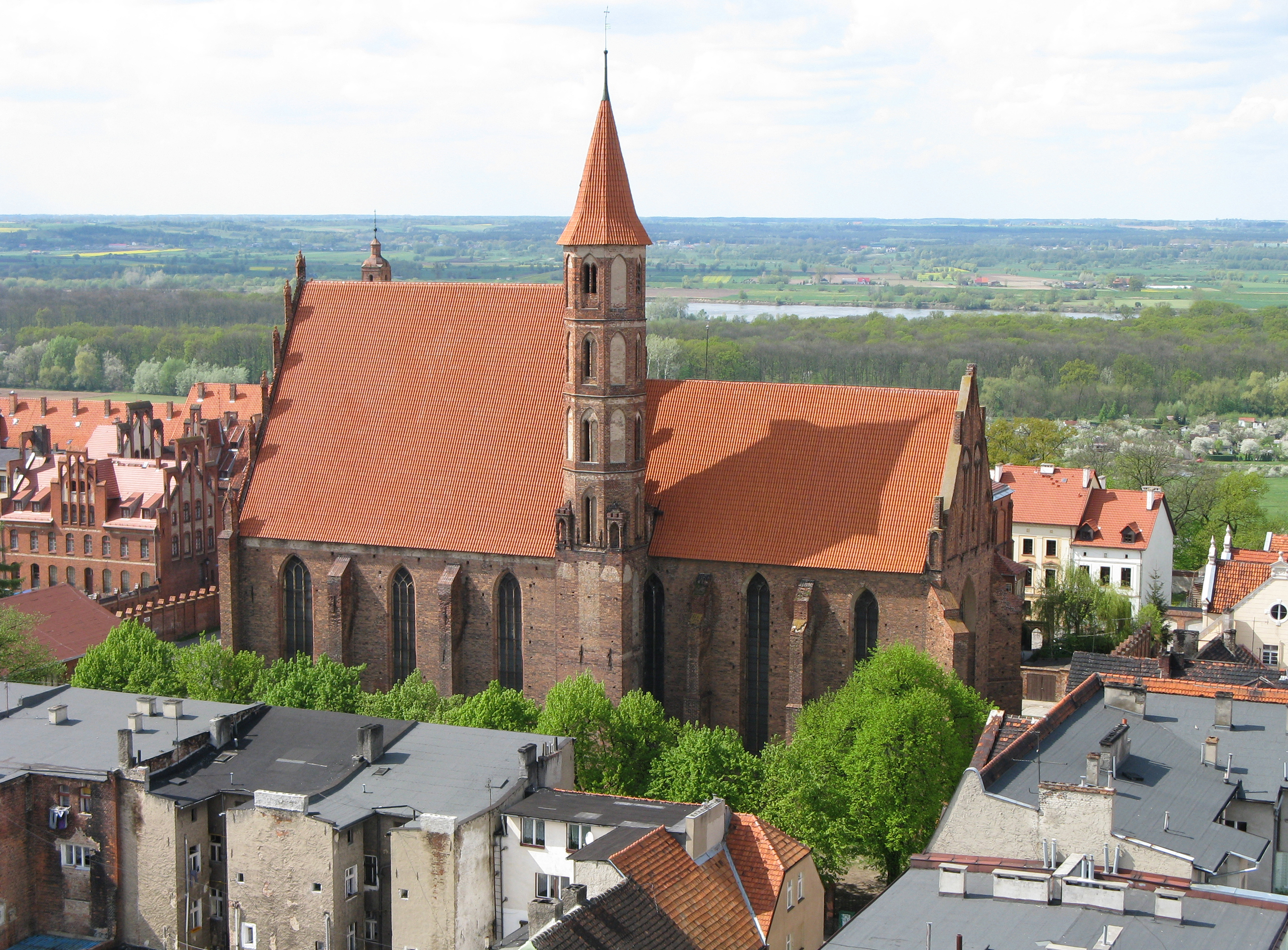
L'ancienne église franciscaine.

Sous la domination polonaise, une filiale de l’université de Cracovie y est créée en 1473. La ville continue à se développer, attirant des migrants écossais et hollandais en plus des colons allemands, ce qui a pour conséquence l'existence d'une forte minorité protestante, en particulier luthérienne, comme dans le duché de Prusse voisin. De nouvelles tensions sont apparues après la formation de l'union de Lublin et de la république des Deux Nations sous le règne de Sigismond II Auguste en 1569. À partir du début du XVIIIe siècle s’amorce un déclin important de la ville.
Lors du premier partage de la Pologne en 1772, la ville est annexée par le jeune État de Prusse sous le roi Frédéric II. En 1807, la ville se trouve dans le duché de Varsovie, entité créée par Napoléon et qui dure jusqu'au congrès de Vienne. Elle est alors reprise par la Prusse en 1815 et incorporée dans la province de Prusse-Occidentale et devient le chef-lieu de l'arrondissement de Culm (de). C’est à Culm que le chirurgien Ludwik Rydygier (de) réalise la première opération de l’estomac en 1881.
La ville est peuplée en 1905 de 5 131 Allemands, en majorité luthériens, et de 6 534 Polonais catholiques. Ces deux communautés sont antagonistes. Les campagnes sont quant à elles plus peuplées de Polonais. La répartition religieuse est la suivante : 3 876 luthériens-évangéliques germanophones, 284 juifs (s'exprimant en yiddish ou en bas-allemand), 971 catholiques germanophones et 6 534 catholiques polonophones.
Après la Première Guerre mondiale et le traité de Versailles, Chełmno retrouve son nom officiel actuel le 22 janvier 1920 et intègre la Pologne ressuscitée après avoir été libérée par l’armée polonaise du général Józef Haller. Pendant la Seconde Guerre mondiale, environ cinq mille habitants de la ville et de sa banlieue sont tués. La ville est libérée par l’Armée rouge le 27 janvier 1945.

## Économie
Chełmno compte environ 1 500 entreprises. Les secteurs les plus développés sont le commerce, les services et les industries liées à l’ameublement.
Les plus grandes entreprises localisée à Chełmno sont :
- FAM SA (production de meubles et d’équipements pour les logements)
- Ursus (fabrications mécaniques)
- Helvetia Furniture (productions de salons)

## Monuments

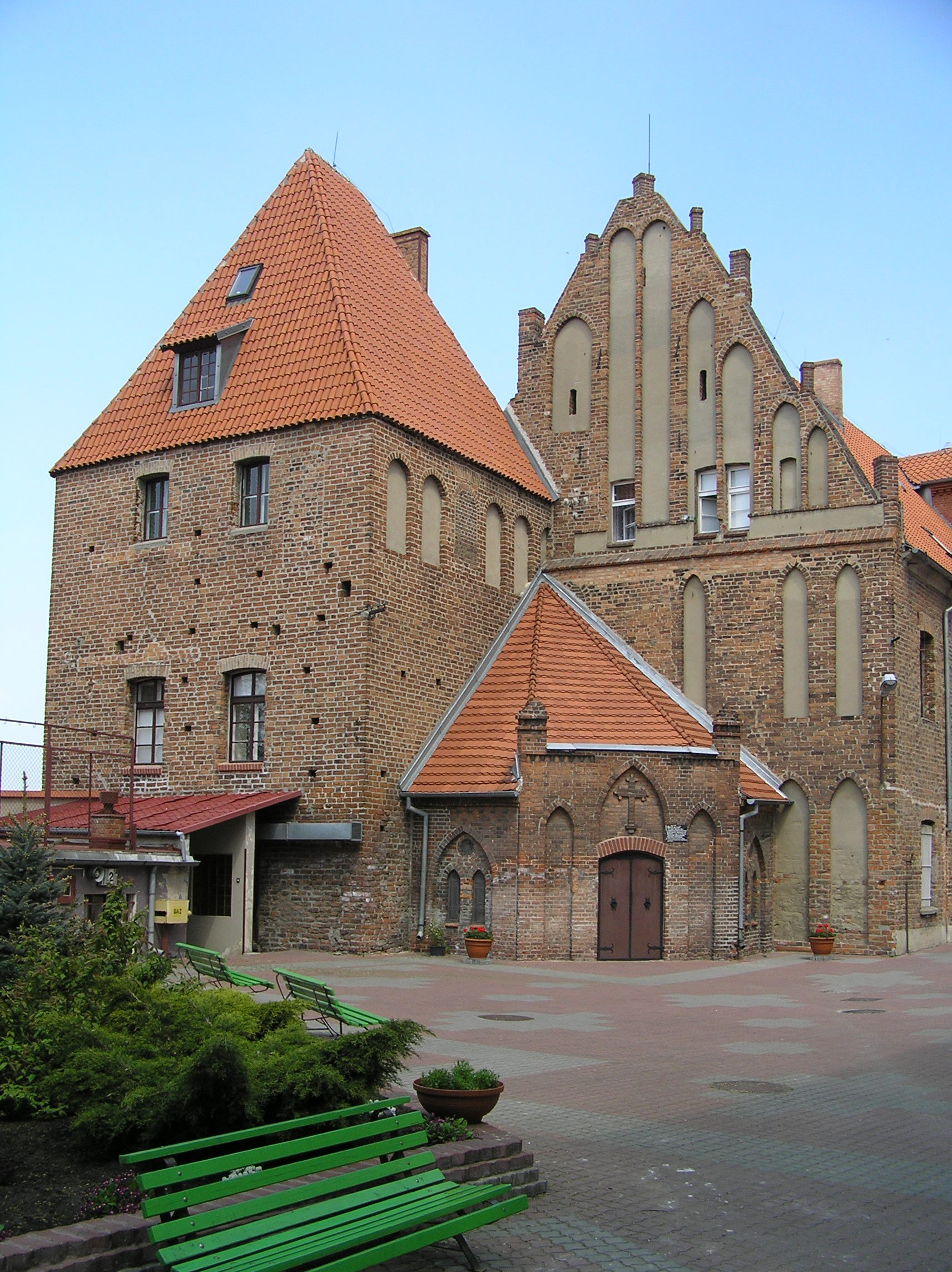
La Tour de Mestwin (probable tour de guet des chevaliers teutoniques) et le pignon ouest du couvent des cisterciens

Chełmno a réussi à bien préserver son centre médiéval, avec son plan urbain datant du XIIIe siècle.
- églises gothiques :
  - église Sainte-Marie (construite de 1280 à 1320)
  - église Saint-Jacques, ancienne église des Franciscains (fondée au XIVe siècle, reconstruite aux XVIIIe et XIXe siècles)
  - église Saints-Pierre-et-Paul, ancienne église des Dominicains (fondée au XIIIe siècle, reconstruite aux XVIIIe et XIXe siècles)
  - église Saint-Jean-Chrzciciel et Saint-Jean-l’Évangéliste, ancienne église des Bénédictines et des Cisterciens, et son monastère (1290-1330)
  - église du Saint-Esprit (1280-1290)
- hôtel de ville du XIIIe siècle, reconstruit dans un style maniériste de 1567 à 1572
- les vestiges des anciens remparts, avec une ancienne tour de guet et une porte

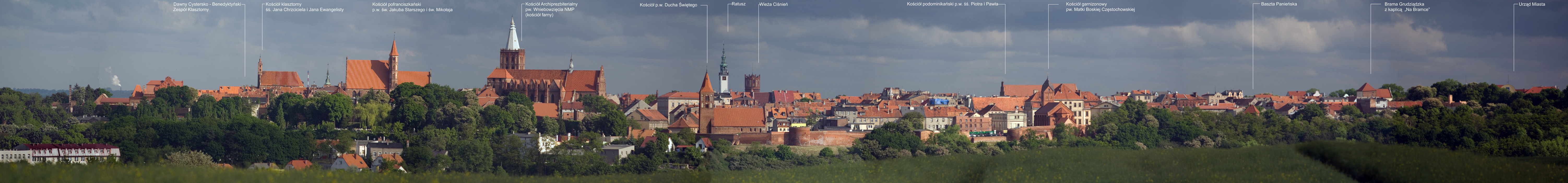
Panorama de Chełmno

## Jumelages
La ville de Chełmno est jumelée avec
- Hann. Münden (Allemagne) depuis le 9 mai 1992
- Letovice (Tchéquie) depuis le 1er juillet 1992
- Kaniv (Ukraine) depuis le 25 juin 2016
- Falkirk (Écosse) depuis le 14 février 2017

## Personnalités
- Hermann Löns (1866–1914), journaliste et écrivain
- Friedrich-Carl Cranz (1886–1941), général
- Heinz Guderian (1888–1954), général
- Ernst Wilhelm Lotz (1890–1914), poète
- Kurt Schumacher (1895–1952), homme politique
- Brunon Bendig (1938–2006), boxeur
- Michael Otto (né en 1943), entrepreneur.